# Francisco Doratioto
Francisco Fernando Monteoliva Doratioto (Atibaia, 13 de noviembre de 1956) es un historiador brasileño. Se especializa en historia militar y las relaciones de Brasil con los países del Cono Sur de América del Sur.
De ascendencia italiana y española, es hijo de Fernando Doratioto y Amélia Monteoliva Guillén.
Se licenció en Historia (1979) y en Ciencias Sociales (1982) por la Universidad de São Paulo (FFLCH-USP). Tiene una maestría (1988) y un doctorado (1997) en historia de las relaciones internacionales por la Universidad de Brasilia (UnB). Fue profesor de la Universidad Católica de Brasilia y actualmente es profesor del área de Historia de América en el Departamento de Historia de la Universidad de Brasilia.
Es miembro correspondiente del Instituto Histórico y Geográfico Brasileño; de la Academia Paraguaya de la Historia de Paraguay, y de la Academia Nacional de la Historia de Argentina, y del Instituto de Geografía e Historia Militar de Brasil.
En su obra más conocida, Maldita guerra, Doratioto presenta detalladamente la historia de la Guerra de la Triple Alianza, contradiciendo explicaciones revisionistas que sitúan el elemento causal decisivo en el estallido del conflicto en el imperialismo inglés.
En mayo de 2020, Doratioto anunció que el libro Maldita guerra será reeditado a finales de este año, en una edición revisada y ampliada por Companhia das Letras, con motivo del 150 aniversario del fin de la Guerra de la Triple Alianza.
Para el profesor, las lecciones que dejó la Guerra de la Triple Alianza fueron que es necesario tener Fuerzas Armadas preparadas para ejercer la soberanía, el involucramiento de los militares en asuntos políticos no es bueno, pues hay poco tiempo para prepararse profesionalmente ante una emergencia.
«Si en 1862 alguien hubiera dicho que Paraguay iba a atacar a Brasil y que estaríamos en guerra cinco años, lo habrían ridiculizado».

## Principales obras
- 1990: A Guerra do Paraguai (São Paulo : Editora Brasiliense)
- 1991: A república bossa-nova - A democracia populista (1954-1964)
- 1991: De Getúlio a Getúlio - o Brasil de Dutra e Vargas - 1945 a 1954
- 1996: O conflito com o Paraguai: a grande guerra do Brasil (São Paulo: Ática)
  - 2016: Introducción a la Guerra del Paraguay (Asunción: Intercontinental)
- 2002: Maldita Guerra: nova história da Guerra do Paraguai (São Paulo: Companhia das Letras)
  - 2004: Guerra maldita: nueva historia de la Guerra del Paraguay (Buenos Aires : Emecé)
- 2008: General Osório: a espada Liberal do Império (São Paulo: Companhia das Letras)
- 2012: Relações Brasil-Paraguai: afastamento, tensões e reaproximações, 1889-1954 (Brasília : FUNAG)
  - 2011: Una relación compleja: Paraguay y Brasil, 1889-1954 (Asunción: Tiempo de Historia)
- 2014: O Brasil no Rio da Prata, 1822-19944 (Brasília: FUNAG)
- 2020: História das Relações Internacionais do Brasil